# اسکاتلند (داکوتای جنوبی)
اسکاتلند(به انگلیسی: Scotland) شهری در ایالت داکوتای جنوبی کشور ایالات متحده آمریکا است که جمعیت آن در سرشماری سال ۲۰۱۰ میلادی، ۸۴۱ نفر بوده‌است.